# Steven Mnuchin
Steven Terner Mnuchin (* 21. prosince 1962 New York) je americký politik, investiční bankéř a filmový producent, který byl 77. ministrem financí ve vládě Donalda Trumpa. Dříve pracoval jako hedge fond manager a investor.

## Život
Po studiích na Yaleově univerzitě začal Mnuchin v roce 1985 pracovat v investiční bance Goldman Sachs, kde jeho otec, Robert E. Mnuchin, byl generálním partnerem. Mnuchin v Goldman Sachs zůstal 17 let, nakonec na pozici výkonného ředitele pro informační systémy (angl. Chief Information Officer – CIO). Poté v roce 2002 z Goldman Sachs odešel a pracoval pro hedgeové fondy, z nichž některé i sám založil. Byl členem správních rad velkých maloobchodních řetězců, společností Kmart a poté Sears Holdings (2005–2016). Poté, co Sears zbankrotoval, předchozí vlastník společnosti podal na Mnuchina a bývalého generálního ředitele Edwarda Lamperta žalobu pro vyvádění aktiv. V době finanční krize 2007–2008 Mnuchin koupil zbankrotovanou finanční společnost IndyMac, změnil její jméno na OneWestBank, restrukturalizoval ji a v roce 2015 ji prodal společnosti CIT Group. V průběhu let, kdy byl generálním ředitelem OneWestBank, byla tato banka několikrát žalována pro agresivní přístup ke konfiskacím zástav nesplácených půjček.
V roce 2016 se Mnuchin přidal k týmu prezidentské kampaně Donalda Trumpa a byl jmenován finančním ředitelem kampaně. 13. února 2017 byl Mnuchin jmenován nově zvoleným prezidentem Trumpem ministrem financí (Secretary of the Treasury) a v Senátu potvrzen hlasováním 53-47. Jako ministr financí Mnuchin připravil a podporoval daňovou reformu 2017 a obhajoval snížení podnikových daňových sazeb. V oblasti finanční regulace Mnuchin podporoval částečné zrušení zákona Dodd-Frank, z důvodu jeho přílišné komplexity.